# Polonek ołowiu(II)
Polonek ołowiu, PbPo – nieorganiczny związek chemiczny, międzymetaliczny związek polonu i ołowiu. Formalnie może być uważany za sól nieznanego kwasu polonowodorowego. Razem z innymi polonkami należy do najbardziej chemicznie stabilnych związków polonu. Jak wszystkie związki polonu jest nadzwyczaj toksyczny.

## Otrzymywanie
Polonek ołowiu powstaje po napromieniowaniu ołowiu neutronami - powstaje wtedy polon, który z ołowiem tworzy PbPo.
Związek ten może również zostać otrzymany poprzez przepuszczenie oparów gazowego polonu przez płynny ołów pod próżnią:
Pb + Po → PbPo

## Właściwości
Polonek ołowiu tworzy czarne kryształy w układzie sześciennym o strukturze chlorku sodu, analogicznie do tellurku ołowiu.
Pod ciśnieniem 4,2 GPa przechodzi w układ rombowy, a pod 8,5 GPa powraca do układu sześciennego, tworząc kryształy o strukturze chlorku cezu.
Reaguje z wodorotlenkiem sodu, tworząc m.in. polonek sodu:
PbPo + 4 NaOH → Na
2Po + Na
2PbO
2 + 2 H
2O